# Joaquín Pardavé
Joaquín Pardavé Arce (Pénjamo, Guanajuato, 30 de septiembre de 1900-Ciudad de México, 20 de julio de 1955), conocido simplemente como Joaquín Pardavé, fue un actor, compositor, comediante y director de cine mexicano.

## Biografía y carrera
Joaquín Pardavé Arce nació el 30 de septiembre de 1900 en Pénjamo, Guanajuato, México, siendo hijo de padres españoles que eran actores de teatro. Sus hermanos trabajaron también en el cine, siendo el más conocido José Pardavé con papeles también de tipo cómico.
Comenzó su carrera en el teatro cuando tenía cuatro años de edad.
Uno de sus empleos fue de telegrafista de los Ferrocarriles Nacionales de México en la estación Paredón, y fue en ese período que compuso la pieza "Carmen", dedicada a Carmen Delgado.
En la Ciudad de México, se incorporó a la compañía de zarzuela de su tío Carlos, y luego a la de José Campillo. Su debut fue en "La banda de las trompetas", pero sus triunfos los cosechó al interpretar papeles cómicos que ridiculizaban a los estadounidenses y a los orientales en Buster Keaton, El chino y El loco.[cita requerida] Poco después, trabajó en pareja con el cómico Roberto el Panzón Soto (padre del cómico Fernando Soto "Mantequilla"), uno de los primeros cómicos surgidos de las carpas, y conoció por entonces a Soledad Rebollo, quien habría de convertirse en su esposa y a quien compuso la canción "Varita de nardo".[cita requerida] Debutó en el cine con la cinta silente Viaje redondo (José Manuel Ramos, 1919) estrenada en 1920, su primera película sonora fue El águila y el nopal (Miguel Contreras Torres, 1929) estrenada en los cines en 1930. Realizó un papel de villano en la película Águilas frente al sol (Antonio Moreno, 1932).[cita requerida]
Más tarde, comenzó a dirigir sus propios filmes, entre ellos El baisano Jalil, película que narra la vida de los inmigrantes libaneses cuando llegaron a México a principios del siglo XX;[cita requerida] también Los hijos de don Venancio, que trata la vida de un español dueño de una tienda de abarrotes, en donde sus hijos y sus empleados son apasionados al fútbol; Soy charro de Rancho Grande, Una gallega en México.[cita requerida]

## Muerte
Murió de un derrame cerebral el 20 de julio de 1955, en la Ciudad de México, a causa de una hipertensión arterial descontrolada a la edad de 54 años.

### Leyenda urbana
Después de su muerte, surgió una leyenda urbana que afirmaba que había sido enterrado vivo. Fue difundida por el diario mexicano La Prensa, con base en la condición cataléptica del actor. Los familiares desmintieron este rumor, tanto en entrevistas a través de los periódicos como en la televisión, cuando se hizo un reportaje sobre su vida. Uno de sus sobrinos desmintió el rumor de manera categórica, y aseguró que sus restos nunca fueron exhumados.

## Películas
- La virtud desnuda (1955) como Don Zacarías Martínez.
- Club de señoritas (1955) como Susanito Peñafiel.
- Las medias de seda (1955) como Don Juan.
- El hombre inquieto (1954) como Don Raphul.
- A los cuatro vientos (1954) como el padrino.
- Pueblo, canto y esperanza (1954) como el padre Acisclo.
- El mil amores (1954) como Chabelo.
- La Gitana Blanca (1954)  con Rosita Arenas, Carlos Navarro, Isabel Corona, Wolf Ruvinskis.
- Pompeyo el conquistador (1953) como Don Pompeyo/Froilán.
- Reportaje (1953) como atracador con acento árabe.
- Mi adorada Clementina (1953) como : Carlos. Con Marga López y Antonio Aguilar
- El casto Susano (1954) como Susano Alegre y Rematado.
- Doña Mariquita de mi corazón (1952) como Ubaldo.
- Ésos de Pénjamo (1952) como Dr. Porfirio Rojas
- Gendarme de punto (1951) como Timoteo.
- Del can can al mambo (1951) como Susanito.
- Mi campeón (1951) como Chóforo Moreno.
- Una gallega baila mambo (1950) como "el Bofes".
- Azahares para tu boda (1950) como Don Botros Slim.
- Primero soy mexicano (1950) como el dueño de la hacienda.
- Arriba el norte (1949) Como el coronel Valente Cordero.
- Dos pesos dejada (1949) como Gabino Pringoso.
- Una gallega en México (1949) como Don Robustiano.
- La familia Pérez (1948) como Gumaro Pérez.
- Ojos de juventud (1948) como Pascual.
- Los viejos somos así (1948) como Prudencio Sarasate.
- La niña de mis ojos (1946) como Curro Claveles.
- El ropavejero (1946) como Cirilo.
- Don Simón de Lira (1946) como Don Simón de Lira.
- El barchante Neguib (1945) como Neguib Basharut.
- Los hijos de don Venancio (1945) como Don Venancio Fernández.
- La reina de la opereta (1945) como Margarito Pimentel de la Cueva y Santos Arias.
- El gran Makakikus (1944) como Narciso Escalera.
- Los hijos de don Venancio (1944) como Don Venancio Fernández.
- Como todas las madres (1944) como Feliciano González.
- México de mis recuerdos (1943) como Don Susanito Peñafiel y Somellera.
- El sombrero de tres picos (1943) como Don Hermógenes de Alabastro.
- Adiós juventud (1943) como Hilarión Medinilla.
- Cinco fueron escogidos (1942) como Glinko.
- Yo bailé con don Porfirio (1942) como Don Severo de los Ríos.
- El baisano Jalil (1942) como Jalil Farad.
- El ángel negro (1942) como Luciano del Roble.
- Esa mujer es la mía (1942) como el falso marido.
- Caballería del imperio (1942) como Joaquín Abasolo.
- El que tenga un amor (1942) como Simón Regalado.
- Mil estudiantes y una muchacha (1941) como Atenodoro Soriano.
- ¿Quién te quiere a ti? (1941) as el chico feo.
- ¡Ay, qué tiempos señor don Simón! (1941) como Don Simón.
- Cuando los hijos se van (1941) como Casimiro.
- Al son de la marimba (1940) como Agapito Cuerda.
- El jefe máximo (1940) como Serapio Rea.
- Ahí está el detalle (1940) como Cayetano Lastre.
- Que viene mi marido (1939) como Valeriano.
- En tiempos de don Porfirio (1939) como Don Rodrigo Rodríguez.
- Viviré otra vez (1939) como Chufas.
- En un burro tres baturros (1939) como Isidro Herráiz.
- Caballo a caballo (1939) como Espiridión Espérides.
- Hombres del aire (1939) como Bigotes.
- Cada loco con su tema (1938) como Justiniano Conquián.
- El señor alcalde (1938) como el propietario de la farmacia.
- Luna criolla (1938) como el tartamudo.
- La tía de las muchachas (1938) como Goyo Becerra.
- Los millones de Chaflán (1938) como Rómulo Valdés.
- Tierra brava (1938) como Benito.
- La Zandunga (1937) como Don Catarino.
- Mi candidato (1937) como Prócoro.
- Canción del alma (1937) como el Sargento Napoleón Régules.
- Jalisco nunca pierde (1937) como Filogonio.
- Bajo el cielo de México (1937) como Salomón.
- Revista musical (1934).
- Águilas frente al sol (1932) como Wu Li Wong.
- El águila y el nopal (1929) como el sobrino del ranchero.
- Viaje redondo (1919) primera película de Joaquín Pardavé.